# Kernwier
Kernwier (Mastocarpus stellatus) is een roodwier uit de klasse Florideophyceae. Het wordt het meest verzameld in Noord-Atlantische regio's zoals Ierland en Schotland, samen met Iers mos (Chondrus crispus), gedroogd en verkocht om te koken en als basis voor een drankje dat bekendstaat om verkoudheid en griep af te weren.

## Kenmerken
Kernwier is een kleine (tot 17 cm lang) rode alg. De bladeren zijn gekanaliseerd met een verdikte rand en worden breder van een smalle steel met schijfachtige houvast. De kanalisatie is vaak licht en is het meest zichtbaar aan de basis van het blad. Volwassen planten hebben opvallende gezwellen van korte, opstaande papillen (reproductieve lichamen) op de bladeren. De plant is donker roodbruin tot paars van kleur en kan verbleken. Deze zeewier komt in gehele getijdengebied voor, maar groeit vaak hoger op de dijk dan Iers mos.

## Verspreiding
Kernwier komt voor in de oostelijke Atlantische Oceaan vanuit IJsland via Scandinavië, de Britse Eilanden en Spanje via Noord- en West-Afrika en de Canarische Eilanden, maar ook op de zuidelijke Orkneyeilanden. In de westelijke Atlantische Oceaan wordt hij gevonden aan de kust van Noord-Amerika van Nova Scotia via Maine en New Hampshire tot North Carolina, maar ook aan de tropische of subtropische kusten van de westelijke Atlantische Oceaan. In de Middellandse Zee is hij bekend uit Italië, Griekenland en Turkije. Wat de Stille Oceaan betreft is slechts één vondst bekend, en wel uit Japan.